# Leo Howard
Leo Richard Howard, né le 13 juillet 1997 à Newport Beach en Californie (États-Unis), est un acteur et mannequin américain.

## Biographie
Né à Newport Beach en Californie, Leo Howard a grandi à Fallbrook. Il est le fils unique de Randye et Todd Howard, des éleveurs de Bulldog anglais et bouledogues français. Il a des origines anglaises, irlandaises et écossaises du côté de son père, puis il est ashkénaze du côté de sa mère. 
C'est à l'âge de trois ans qu'il commence à s'intéresser aux arts martiaux, mais ses parents l'inscrivent dans le dojo à Oceanside en Californie. Un an plus tard, il se trouve dans un autre dojo spécialisé dans la discipline d'Okinawan. À l'âge de sept ans, il devient champion du monde de Matt Mullins. Un an plus tard, il devient trois fois champion du monde. Sa spécialité est Shōrin-ryū dont il devient ceinture noir.
À neuf ans, il devient le plus jeune membre à effectuer des acrobaties et des danses d'arts martiaux dans le monde.

## Carrière
Leo Howard apparaît pour la première fois, en 2005, dans un épisode de Monk avant d'être choisi, en 2009, pour un second rôle pour le film Shorts, une comédie familiale d'aventures écrite et réalisée par Robert Rodriguez.
En 2009, il devient le présentateur de son propre show Leo Little's Big Show avec Genevieve Hannelius sur Disney Channel. Au milieu de la même année, il obtient le rôle du jeune Snake Eye dans G.I. Joe : Le Réveil du Cobra. En 2011, il obtient le rôle de Jack dans Tatami Academy aux côtés de Jason Earles,  Olivia Holt et Mateo Arias, puis le rôle de Conan jeune dans Conan de Marcus Nispel. En 2013, Il joue dans plusieurs épisode de la dernière saison de Shake It Up et dans un épisode de la série Les Bio-Teens.
En 2021, il intègre la distribution principale de la série Legacies à partir de la saison 3, après avoir été récurrent durant la saison 2.

## Filmographie

### Cinéma
- 2009 : Shorts : Laser
- 2009 : G.I. Joe : Le Réveil du Cobra : Le jeune Snake Eyes
- 2009 : Les Aventures de Aussie et Ted (Aussie and Ted's Great Adventure) : Eric Brooks
- 2009 : G.I. Joe : Le Réveil du Cobra : Snake Eyes (jeune)
- 2010 : Logan : Logan Hoffman
- 2011 : Conan : Conan (jeune)
- 2016 : Andròn: Le Labyrinthe Noir  : Alexander
- 2017 : You're Gonna Miss Me : Mav Montana
- 2024 : The Lockdown : Jack Hightower

### Télévision

#### Séries télévisées
- 2005 : Monk : Le jeune du karaté (épisode 2, saison 4 : Monk rentre à la maison, Mr. Monk Goes Home Again)
- 2009-2011 : Leo Little's Big Show : Leo Little (13 épisodes)
- 2009 : Zeke et Luther : Hart Hamlin (épisode 15, saison 1 : Concours de vidéos, Crash Dummies)
- 2010 : Zeke et Luther : Hart Hamlin (2 épisodes)
- 2011-2015 : Tatami Academy : Jack (84 épisodes)
- 2012-2013 : Shake It Up : Logan Hunter
- 2015 : Les Bio-Teens : Troy (2 épisodes)
- 2016 : Major Crimes : Gabe Young
- 2016-2017 : Betch : Jordan / Chaz (2 épisodes)
- 2016 : Freakish : Grover Jones (20 épisodes)
- 2016-2018 : WTH: Welcome to Howler : Gordie (7 épisodes)
- 2018 : Love Daily : Charlie
- 2018-2019 : Santa Clarita Diet : Sven
- 2019 : Why Women Kill : Tommy Harte (9 épisodes)
- 2019-2021 : Legacies  : Ethan (rôle principal saisons 3 et 4, invité saison 2 - 29 épisodes)
- 2020 : Les 100 : August (saison 7, épisode 8)
- depuis 2024 : Des jours et des vies : Tate Black

#### Téléfilms
- 2009 : Les Démons du maïs : (voix diverses)
- 2019 : Scorned : Jake

## Distinction

### Récompense
Young Artist Awards 2010
- Meilleure performance dans un film